# Placa dentígera
As placas dentígeras são estruturas presentes em peixes Actinopterygii. Estas placas podem estar presentes na faringe e estão relacionadas com a alimentação.
Quando surgiram nestes peixes, estas placas não possuíam tanta maleabilidade e serviam basicamente para manipulação da presa e para projetá-la para deglutição. Nos Neoteleostei, houve um processo relevante na adaptação no que tange a alimentação onde, os músculos associados com a fixação das placas ao aparato esquelético, sofreram evolução radical que resultou em uma grande variedade de movimentos independentes da mandíbula primária e mais, entre um grande número de espécies, a placa dentígera superior se move independente da inferior.
Referência Bibliográfica
Pough, F.H., Janis C.M., Heiser J.B., A Vida dos Vertebrados, Atheneu. São Paulo, 2003 - p140, p141 e p142- Capitulo 6.